# Incheon Heungkuk Life Pink Spiders
Incheon Heungkuk Life Insurance Pink Spiders (koreanska: 인천 흥국생명 핑크스파이더스) är en professionell volleybollklubb för damer, baserad i staden Incheon i Sydkorea. Klubben grundades 1971 och tävlar sedan 2005 på professionell nivå i V-League, vilken är det högsta serien för volleyboll i Sydkorea. Klubbens hemmaarena heter Gyeyang Gymnasium och har en kapacitet på 5 000 åskådare. Laget har blivit mästare fyra gånger sedan V-League startades 2005. Innan klubben flyttade till Incheon inför säsongen 2009-10, var laget varit baserat i Cheonan. 

## Historia

### Tidigare namn
- Taekwang Industry Women's Volleyball Club (1971-1991)
- Heungkuk Life Women's Volleyball Club (1991-2005)
- Cheonan Heungkuk Life Pink Spiders (2005-2009)
- Incheon Heungkuk Life Insurance Pink Spiders (2009- )

## Meriter
- V-League

Vinnare (4): 2005−06, 2006–07, 2008-09, 2018-19
Finalister (4): 2007–08, 2010−11, 2016−17, 2020-21
- KOVO Cup

Vinnare (1): 2010

## Statistik
| Incheon Heungkuk Life Pink Spiders | Incheon Heungkuk Life Pink Spiders | Incheon Heungkuk Life Pink Spiders | Incheon Heungkuk Life Pink Spiders | Incheon Heungkuk Life Pink Spiders | Incheon Heungkuk Life Pink Spiders | Incheon Heungkuk Life Pink Spiders | Incheon Heungkuk Life Pink Spiders |
| Liga                               | Säsong                             | Slutspel                           | Grundserie                         | Grundserie                         | Grundserie                         | Grundserie                         | Grundserie                         |
| Liga                               | Säsong                             | Slutspel                           | Placering                          | SM                                 | VM                                 | FM                                 | P                                  |
| ---------------------------------- | ---------------------------------- | ---------------------------------- | ---------------------------------- | ---------------------------------- | ---------------------------------- | ---------------------------------- | ---------------------------------- |
| V-League                           | 2005                               | Kvalificerade ej                   | 5                                  | 16                                 | 3                                  | 13                                 | 19                                 |
| V-League                           | 2005–06                            | Vinnare                            | 1                                  | 28                                 | 17                                 | 11                                 | 17                                 |
| V-League                           | 2006–07                            | Vinnare                            | 1                                  | 24                                 | 20                                 | 4                                  | 24                                 |
| V-League                           | 2007–08                            | Finalister                         | 2                                  | 28                                 | 24                                 | 4                                  | 24                                 |
| V-League                           | 2008–09                            | Vinnare                            | 1                                  | 28                                 | 16                                 | 12                                 | 16                                 |
| V-League                           | 2009–10                            | Kvalificerade ej                   | 4                                  | 28                                 | 8                                  | 20                                 | -                                  |
| V-League                           | 2010–11                            | Finalister                         | 2                                  | 24                                 | 13                                 | 11                                 | -                                  |
| V-League                           | 2011–12                            | Kvalificerade ej                   | 5                                  | 30                                 | 13                                 | 17                                 | 41                                 |
| V-League                           | 2012–13                            | Kvalificerade ej                   | 5                                  | 30                                 | 6                                  | 24                                 | 22                                 |
| V-League                           | 2013–14                            | Kvalificerade ej                   | 6                                  | 30                                 | 7                                  | 23                                 | 19                                 |
| V-League                           | 2014–15                            | Kvalificerade ej                   | 4                                  | 30                                 | 15                                 | 15                                 | 45                                 |
| V-League                           | 2015–16                            | Semifinal                          | 2                                  | 30                                 | 18                                 | 12                                 | 48                                 |
| V-League                           | 2016–17                            | Finalister                         | 1                                  | 30                                 | 20                                 | 10                                 | 59                                 |
| V-League                           | 2017–18                            | Kvalificerade ej                   | 6                                  | 30                                 | 8                                  | 22                                 | 26                                 |
| V-League                           | 2018–19                            | Vinnare                            | 1                                  | 30                                 | 21                                 | 9                                  | 62                                 |
| V-League                           | 2019–20                            | Säsongen avbruten                  | 3                                  | 25                                 | 12                                 | 13                                 | 42                                 |
| V-League                           | 2020–21                            | Finalister                         | 2                                  | 30                                 | 19                                 | 11                                 | 56                                 |